# Hans Thomson
Hans Thomson (14 de junho de 1888 – 23 de maio de 1963) foi um esgrimista alemão, que participou dos Jogos Olímpicos de Verão de 1912 e de 1928.